# フィンランディア (ウォッカ)
フィンランディア（Finlandia）はフィンランド産プレミアムウォッカの銘柄。欧州で第2位、世界で第5位のプレミアムウォッカブランドとして世界130ヶ国以上で販売されている。

## 概要
1888年にフィンランドのラヤマキで設立された「ラヤマキ蒸溜所」を発祥としている。フィンランディアの伝統と製法はフィンランドの歴史と文化の重要な部分であり、ラヤマキ蒸溜所の建物のいくつかは国家遺産の一部として保護されている。
フィンランディアは北欧の氷河の中で長い時間をかけて氷堆石によってろ過された天然氷河水を仕込み水として使用し、白夜の太陽の下で育ったフィンランド産の六条大麦を原料として製造される。プレミアムウォッカの他、ライム、ココナッツ、ブラックカラント、マンゴー、タンジェリン、ラズベリー、クランベリー、グレープフルーツ、レッドベリーのフレーバーがある。
氷河をイメージしウォッカの透明感と新鮮さを表現したボトルは、1970年にフィンランドの彫刻家タピオ・ヴィルカラが最初のオリジナルデザインを手掛けた。2003年に導入されたボトルのデザインはフィンランドのデザイナーハッリ・コスキネンによるものである。
アメリカでは1970年に正式に輸入され、ブラウンフォーマンがフィンランディアウォッカブランドを所有し扱っていたが、2023年11月にザ コカ・コーラ カンパニーのボトラーであるコカ・コーラHBCに売却した。日本ではサントリーが販売していたが、ブラウンフォーマンとサントリーが取引関係を終了させたことにより、2013年からアサヒビールが輸入販売を行っていたが、コカ・コーラHBCへの売却に伴ない販売を終了した。